# Veikko Vennamo
Veikko Emil Aleksander Vennamo, till 1938 Fennander, född 11 juni 1913 i Jaakkima, Viborgs län, död 12 juni 1997 i Helsingfors, var en finländsk tjänsteman och politiker. Han var far till Pekka Vennamo. 

## Biografi
Vennamo blev student 1931, avlade högre rättsexamen 1936 samt blev juris kandidat 1937 och juris licentiat 1955, Han var 1944–1959 chef för lantbruksministeriets kolonisationsavdelning och hade i den egenskapen hand om jordanskaffningen för den från Karelen förflyttade befolkningen. Han skötte detta uppdrag, som samtidigt var en viktig politisk språngbräda, med skicklighet och hade stor andel i att denna flyktingfråga kunde lösas snabbt och väl. Han var 1960–1980 tullråd vid Tullstyrelsen. 
Vennamo blev 1939 sekreterare hos Agrarförbundets ordförande Viljami Kalliokoski, invaldes i Finlands riksdag 1945 efter en reklamkampanj i amerikansk stil och var andre finansminister 1954–1956. Efter att ha förlorat maktkampen om ordförandeposten lämnade han Agrarförbundet 1958 och bildade följande år ett eget parti, Finlands småbondeparti, som 1966 döptes om till Finlands landsbygdsparti. Han var partiets ende företrädare i riksdagen 1959–1962 och 1966–1970; vid riksdagsvalet 1962 invaldes han inte efter misslyckandet med det så kallade Honkaförbundet, där han var en central gestalt i strävandena att störta Urho Kekkonen från presidentposten. 
Vennamo vann en jordskredsseger i riksdagsvalet 1970, då landsbygdspartiet erövrade 18 mandat; det lyckades behålla sina positioner i valet 1972, men splittrades kort därefter, sedan missnöjet med Vennamos diktatoriska styre lett till att 12 riksdagsmän lämnade partiet och bildade Enhetspartiet för Finlands folk. Vennamo utnyttjade skickligt televisionen som medium och framförde ett lättfattligt politiskt budskap, som slog an på ”det glömda folket”, småbrukarbefolkningen i landets underutvecklade regioner. Partiet kunde dock på senare år notera ett betydande väljarstöd även i tätorterna, där det uppenbarligen förmådde appellera till bland annat inflyttare från landsorten. 
Efter några mindre framgångsrika år ledde Vennamo sitt parti till nya segrar i slutet av 1970-talet; den uppåtgående trenden fortsatte även sedan sonen övertagit partiordförandeposten 1979. Han var landsbygdspartiets presidentkandidat 1968, 1978 och 1982. Sedan huvudmotståndaren Urho Kekkonen försvunnit från scenen ägnade han sig bland annat åt att i demagogiska ordalag kritisera korruptionen och finlandssvenskarnas innehav av höga poster i samhället. Han lämnade riksdagen 1987. Han utgav bland annat memoarverken Kulissien takaa (”Bakom kulisserna”, 1987) och Kekkos-diktatuurin vankina (”Kekkonen-diktaturens fånge”, 1989).